# Peter Edwards
Peter Philips Edwards (Liverpool, 1949) é um cientista britânico.
Recebeu em 2003 a Medalha Hughes da Royal Society "por seu trabalho de destaque como um químico do estado sólido. Ele deu uma contribuição seminal para os campos, incluindo a supercondutividade e comportamento de nanopartículas de metal, e tem avançado muito a nossa compreensão da fenomenologia do metal transição isolante ".